# Psychotria mortoniana
Psychotria mortoniana är en måreväxtart som beskrevs av Paul Carpenter Standley. Psychotria mortoniana ingår i släktet Psychotria och familjen måreväxter. Inga underarter finns listade i Catalogue of Life.